# Espansione (giochi)
L'espansione (in inglese expansion pack, lett. "pacchetto d'espansione", o add-on, "aggiunta") è un'aggiunta a un gioco da tavolo o a un videogioco, pubblicata e venduta separatamente dal gioco originale (che in questo contesto viene spesso detto "gioco base"). 
Le espansioni sono generalmente prodotte e commercializzate in tempi successivi al gioco base e soprattutto per giochi relativamente di successo.

## Caratteristiche
Alcune espansioni introducono nuove caratteristiche a un gioco, modificandolo anche sostanzialmente con nuove regole e nuove dinamiche. In altri casi, l'unico scopo (o lo scopo principale) di un'espansione è quello di fornire più "materiale" per un gioco (senza modificarne in modo sostanziale le regole), per esempio allo scopo di estendere il numero massimo di giocatori. I produttori possono anche richiedere ad aziende esterne di sviluppare per un loro gioco alcune espansioni.
Infine, alcuni giochi comprendono elementi che tendono intrinsecamente a "invecchiare", letteralmente o metaforicamente, e che possono essere rinnovati acquistando un'espansione: le espansioni dei giochi a quiz come Trivial Pursuit, per esempio, servono principalmente a rimpiazzare gli insiemi di domande quando queste sono ormai troppo note ai giocatori. Nel caso specifico dei videogiochi, le aggiunte possono riguardare nuovi livelli, nuove armi, oggetti o estensioni vere e proprie della trama o rivisitazioni di questa dal punto di vista di un personaggio secondario.

## Esempi
Esistono numerosi esempi di giochi di successo per i quali sono state create numerosissime espansioni; fra i giochi da tavolo si può citare Carcassonne, fra i videogiochi è possibile citare l'intera serie di The Sims dotati ciascuno di un gran numero di titoli correlati, ma anche StarCraft con StarCraft: Brood War, oppure Diablo con Diablo: Hellfire, così come Doom 3 con Doom 3: Resurrection of Evil (nel caso della versione per Xbox è un'espansione stand-alone), nel caso di World of Warcraft (2004) le espansioni hanno permesso un ciclo vitale del gioco molto estesa, per oltre 20 anni.
Nella maggior parte dei casi, le espansioni non possono essere giocate se non si possiede anche il gioco base; nel caso dei videogiochi, in genere non è neppure possibile installare sul computer un'espansione in assenza di una installazione completa del gioco base; sempre nel mercato videoludico sono però presenti delle espansioni che sono programmate per funzionare "da sole" e assumono il nome di espansioni stand-alone. Queste ultime, a seconda delle dimensioni, possono arrivare ad essere considerate veri e propri capitoli delle saghe di appartenenza (quasi sempre degli  spin-off), come ad esempio Far Cry New Dawn, venuto dopo Far Cry 5, o Uncharted: L'eredità perduta, sviluppato a partire da Uncharted 4: Fine di un ladro.

## Modalità di distribuzione
Il prezzo di un'espansione è solitamente più basso rispetto al gioco base. Le ultime espansioni solitamente contengono già (se ne erano uscite) le vecchie aggiunte.
Alcune volte i giochi originali vengono ripubblicati come budget range e a queste uscite viene allegata l'eventuale expansion pack (per esempio, entrambi i già citati Carcassonne e The Sims vengono oggi venduti in bundle con le prime espansioni).